# Stenus prismalis
Stenus prismalis es una especie de escarabajo del género Stenus, familia Staphylinidae. Fue descrita científicamente por Fauvel en 1878.
Habita en Indonesia. Se encuentra en bosques lluviosos y en orillas de ríos.